# Cyclosorus castaneus
Cyclosorus castaneus ist eine Pflanzenart aus der Gattung Cyclosorus innerhalb der Familie der Sumpffarngewächse (Thelypteridaceae). Sie ist nur von der Insel Nuku Hiva, die zu den Marquesas-Inseln im südlichen Pazifik gehört, bekannt. Die Art wird heute auch Sphaerostephanos castaneus (A.R.Sm. & Lorence) A.R.Sm. & Lorence genannt.

## Beschreibung
Cyclosorus castaneus ist eine ausdauernde krautige Pflanze. Sie wächst als terrestrischer Farn, der ein aufrechtes, 15 bis 60 Zentimeter langes Rhizom bildet.
An jedem Rhizom stehen die Wedel in Gruppen von sieben bis zehn zusammen. Die rötlich braunen Wedelstiele werden 40 bis 50 Zentimeter lang und sind mit zahlreichen rötlichen Haaren bedeckt, welche häufig gebogen sind.
Die Wedelstiele sind an der Oberseite gefurcht und an der Basis mit wenigen hellbraunen Schuppen bedeckt, welche bei einer Länge von drei bis fünf Millimetern und einer Breite von 0,3 bis 0,5 Millimetern linealisch bis linealisch-lanzettförmig geformt sind. Die Stängel sind auch spärlich mit warzenartigen Drüsen bedeckt. Am Übergang vom Stiel zum eigentlichen Wedel findet man sieben bis zehn Paare an reduzierten Fiederblättchen, welche 0,1 bis 3,5 Zentimeter lang werden, wobei die größten dreispaltig sein können. Die Fiederblattpärchen stehen in einen Abstand von drei bis fünf Zentimeter zueinander.
Die einfach gefiederten Wedel erreichen ohne das zurückgebildete oberste Fiederblatt eine Länge von 50 bis 70 Zentimetern. Die größten Fiederblätter werden elf bis 16 Zentimeter lang, zwischen 1,5 und 2,0 Zentimeter breit und weisen an ihrer Basis schuppenartige, angeschwollene und warzige Aerophoren auf. Diese Aerophoren können bei jungen Wedeln bis zu vier Millimeter groß werden. Die Basis der Fiederblätter ist nicht geöhrt, während die Spitze geschwänzt bis zugespitzt ist. Die Fiederblätter sind auf zwei Drittel bis drei Viertel ihrer gesamten Breite gelappt, wobei die zwei bis drei Millimeter langen Lappen leicht sichelartig geformt sind und abgerundete Spitzen haben. Die Blattadern auf der Unterseite der Fiederblättchen sind mit rund 0,1 Millimeter langen, durchscheinenden Haaren sowie mit 0,3 bis 1,5 Millimeter langen kräftigeren und sichelförmigen Haaren bedeckt. Gelegentlich findet man auch einige wenige hellbraune Schuppen auf der Blattunterseite, welche bei einer Länge von etwa zwei Millimetern sowie einer Breite von rund 0,1 Millimetern unförmig geformt sind. An den Fiederblättchen finden sich gelbliche Drüsen, welche an der Blättchenunterseite dicht beieinander stehen, an der Blättchenoberseite sehr locker stehen oder auch ganz fehlen können. Die Blattadern auf der Blattoberseite sind mit rötlichen und kräftigen Haaren bedeckt, die bei einer Länge von bis zu einem Millimeter sichelartig geformt sind. Daneben findet man auf den Blattadern manchmal sichelartige Haare, die 0,2 bis 0,3 Millimeter lang werden.
Die Sori stehen mittig im Blatt und werden von einem rötlich braunen bis hellbraunen, glatten oder mit wenigen 0,1 bis 0,2 Millimeter langen Haaren besetzten Indusium bedeckt, das 0,4 bis 0,6 Millimeter groß ist. Sie fehlen normalerweise an den Spitzen der Blättchen. Die Sporangien weisen gelbe Drüsen auf.

## Vorkommen
Cyclosorus castaneus ist ein Endemit der Insel Nuku Hiva, die zu den Marquesas-Inseln im südlichen Pazifik gehört. Cyclosorus castaneus ist bisher nur von drei Exemplaren bekannt, welche alle in der Umgebung des Ooumu Peaks auf dem Toovii-Plateau gesammelt wurden und vermutlich zu einer einzigen Population gehören. Diese Exemplare wurden alle in montanen Regenwäldern mit einer Krautschicht aus Farnen gefunden.

## Systematik
Die Erstbeschreibung von Cyclosorus castaneus erfolgte 2011 durch Alan Reid Smith und David H. Lorence in PhytoKeys. Die drei bisher bekannten Exemplare wurden zuvor Cyclosorus heterocarpus zugeordnet. Das Artepitheton castaneus verweist auf die kastanienbraune Behaarung des Blattmittelnerves auf der Blattunterseite.